# Паулатук
Паулатук (англ. Paulatuk) — хутір в Канаді, у  Північно-західних територіях.

## Географія
Лежить в основі півострова Паррі на березі затоки Дарнлі.

### Клімат
Хутір знаходиться у зоні, котра характеризується кліматом полярних пустель. Найтепліший місяць — липень із середньою температурою 6.7 °C (44 °F). Найхолодніший місяць — січень, із середньою температурою -25.6 °С (-14 °F).
| Клімат Паулатука        | Клімат Паулатука | Клімат Паулатука | Клімат Паулатука | Клімат Паулатука | Клімат Паулатука | Клімат Паулатука | Клімат Паулатука | Клімат Паулатука | Клімат Паулатука | Клімат Паулатука | Клімат Паулатука | Клімат Паулатука | Клімат Паулатука |
| Показник                | Січ.             | Лют.             | Бер.             | Квіт.            | Трав.            | Черв.            | Лип.             | Серп.            | Вер.             | Жовт.            | Лист.            | Груд.            | Рік              |
| Середній максимум, °C   | −23              | −22              | −21              | −13              | −2               | 6                | 11               | 9                | 3                | −4               | −15              | −17              | −7               |
| Середня температура, °C | −26              | −26              | −25              | −17              | −6               | 3                | 7                | 6                | 1                | −7               | −18              | −22              | −10              |
| Середній мінімум, °C    | −30              | −30              | −29              | −20              | −9               | 0                | 3                | 3                | −1               | −9               | −21              | −26              | −14              |
| Норма опадів, мм        | 5                | 4                | 4                | 9                | 9                | 14               | 31               | 35               | 26               | 19               | 11               | 7                | 174              |
| ----------------------- | ---------------- | ---------------- | ---------------- | ---------------- | ---------------- | ---------------- | ---------------- | ---------------- | ---------------- | ---------------- | ---------------- | ---------------- | ---------------- |
| Джерело: Weatherbase    |                  |                  |                  |                  |                  |                  |                  |                  |                  |                  |                  |                  |                  |

## Населення
За даними перепису 2016 року, хутір нараховував 265 осіб, показавши скорочення на 15,3%, порівняно з 2011-м роком. Середня густина населення становила 4 осіб/км².
З офіційних мов обидвома одночасно володіли 5 жителів, тільки англійською — 260. Усього 50 осіб вважали рідною мовою не одну з офіційних, з них 45 — одну з корінних мов.
Працездатне населення становило 69% усього населення, рівень безробіття — 24,1%.